# 锡蒂乌-达巴迪亚
锡蒂乌-达巴迪亚是巴西戈亚斯州的一个市镇。总面积1598.337平方公里，总人口2631人，人口密度1.6人/平方公里。